# Condrostis
|  | No s'ha de confondre amb condricti. |

Els condrostis (Chondrostei) són peixos actinopterigis amb esquelet principalment cartilaginosos que presenten una certa ossificació. N'hi ha cinquanta-dues espècies repartides en dos ordres: Acipenseriformes (esturions i poliodòntids) i Polypteriformes (Erpetoichthys i poliptèrids).
Es pensa que els antecessors dels condrostis foren els peixo ossis però aquesta característica es va perdre en el desenvolupament evolutiu tardà, resultant en un esquelet més lleuger. Els condrostis grans presenten principis d'ossificació de l'esquelet fet que suggereix que aquest procés està més retardat que perdut en aquests peixos.
Aquest grup ha sigut erròniament classificat de manera conjunta amb els taurons: les semblances són òbvies, no tan sols per l'escassesa majoritària d'os sinó també per l'estructura de les mandíbules, més semblants a les dels condrictis que a les d'altres peixos ossis. A més a més, les escames (exceptuant als esturions) són similars entre ambdós grups. De totes maneres, el registre fòssil indica que els condrostis tenen més en comú amb els teleostis del que la seva aparença externa pugui suggerir. Altres trets compartits inclouen els espiracles i la cua heterocerca en esturions.
El grup dels condrostis és parafilètic, és a dir, aquest subclasse no conté tots els descendents de l'ancestre comú: seria necessària una reclassificació del grup.